# Jan Långben i Afrika
Jan Långben i Afrika (även Jan Långben på safari) (engelska: African Diary) är en amerikansk animerad kortfilm med Långben från 1945.

## Handling
Långben har rest till Afrika för att medverka på en safari. På grund av en ilsken noshörning blir resan inte så behaglig som önskat.

## Om filmen
Filmen hade svensk premiär den 6 maj 1946 och visades på biografen Spegeln i Stockholm.
Filmen har givits ut på VHS och DVD och finns dubbad till svenska.

## Rollista
- Långben – Pinto Colvig[1]